# Steunmast

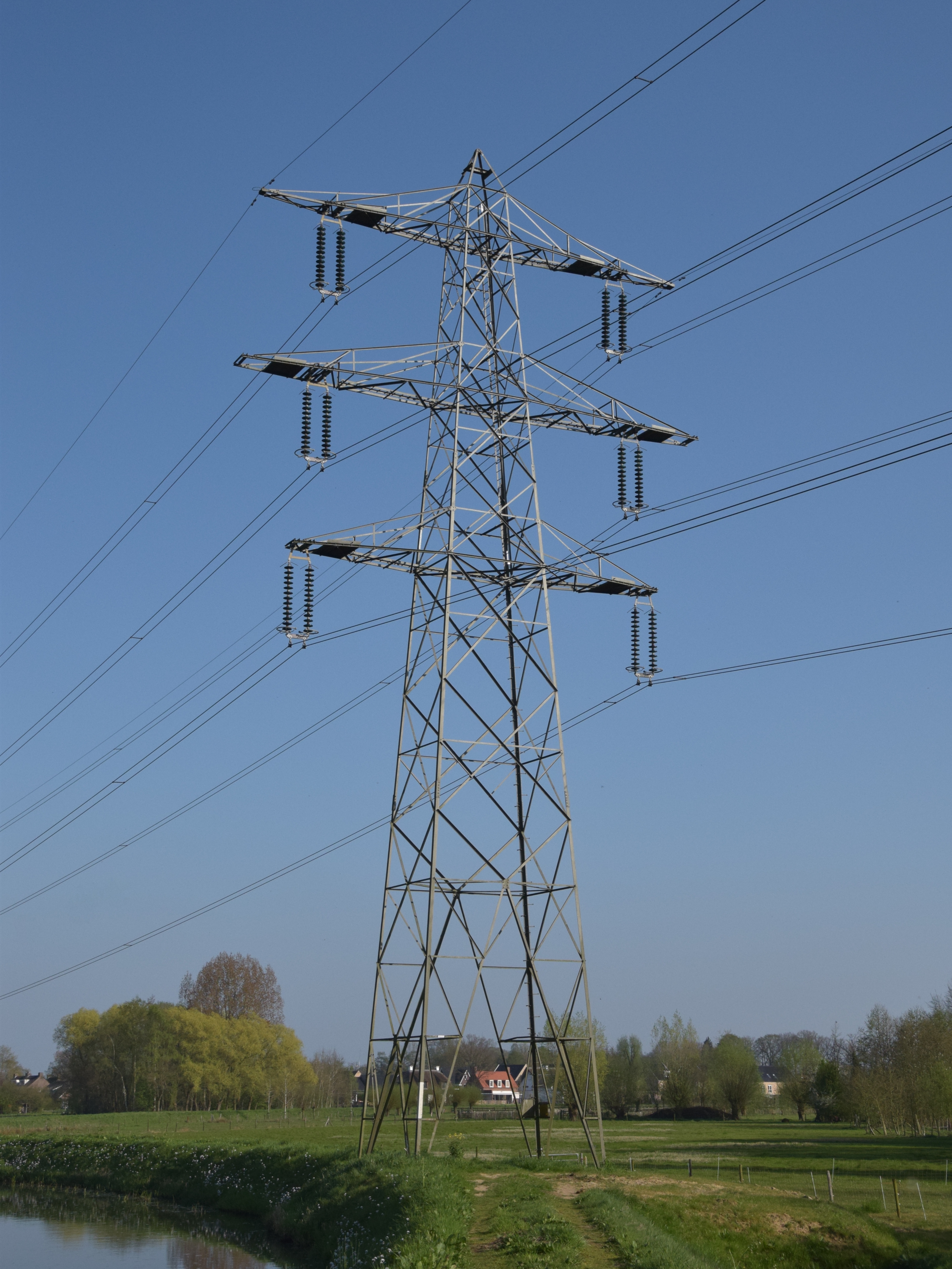
Steunmast van de lijn Tilburg - Eindhoven (150 kV)

Een steunmast is een hoogspanningsmast met een specifieke functie. Onderscheiden worden steunmasten, hoekmasten en afspanmasten, ook wel respectievelijk hefpylonen, trekpylonen en hoekpylonen genoemd. 
Hoogspanningsmasten (‘pylonen’) staan op een onderlinge afstand van 100 tot ongeveer 200 meter. De meeste masten zijn steunmasten en bij deze masten lopen de kabels rechtdoor. Deze masten hebben als doel de kabels recht omhoog 'op' te trekken tot een gewenste hoogte en hebben enkel neerwaartse krachten. Bijgevolg hangen de isolatorenkettingen recht naar beneden en staan ze loodrecht op de hoogspanningsdraden. 
Hoogspanningsdraden lopen meestal rechtdoor. Bochten maken kan niet, enkel hoeken of 'knikken' maken kan. Op zo'n hoek staat een hoekmast en bij deze mast eindigt de ene draad en begint een volgende. De isolatorkettingen hangen in de richting van de hoogspanningsdraden, dus niet recht naar beneden zoals bij steunmasten. Alle trekspanning van de uiteindes van de draden gaat via deze isolatorkettingen. 
Elke draad heeft een begin en een eind. Zo ook een hoogspanningsdraad. De lengtes worden gelimiteerd. Steunmasten hebben als gevaar dat, wanneer één het begeeft, de steunmasten die de volgende in de lijn zijn ook een grote kans hebben het te begeven. Om de gevolgen van mogelijke kettingreacties van 'instorten' van een lijn te beperken worden de lengtes van de draden beperkt tot tussen de 1 en 3 kilometer. Daar waar hoogspanningslijnen over nog grotere afstanden rechtdoor lopen, wordt daarom op gezette afstand een afspanmast geplaatst. Net als bij een hoekmast eindigen alle draden bij een afspanmast, alleen wordt er geen hoek gemaakt en lopen de draden dus rechtdoor. Ook bij een afspanmast is de richting van de isolatorkettingen dezelfde als van de hoogspanningsdraden. De draden lopen dus altijd van de isolatorkettingen van de ene hoekmast of afspanmast tot de andere. Om elektrische verbinding te maken tussen de twee draadeinden, wordt een verbinding gemaakt van voor de ene isolatorketting tot na de volgende. Men noemt deze verbindingsdraden ‘bretels’. 
Qua metaalconstructie zijn de hoekmasten de zwaarste (de metalen dikken zijn dikker, steviger). Dit is nodig omdat er zowel krachten in de richting van de draden op werken (trekkrachten) als krachten naar beneden (ten gevolge van gewicht van de kabels/zwaartekracht). Een afspanmast is minder zwaar qua constructie omdat de krachten aan de twee verschillende kanten van de mast elkaar bijna volledig opheffen (de kabel aan de ene kant tracht de mast om te trekken, terwijl de kabel aan de andere zijde dit ook tracht te doen). De steunmast is de lichtste qua constructie daar die enkel krachten heeft ten gevolge van het gewicht van de kabels. 

## Gebruik als hoekmast
Voor kleine hoeken kunnen steunmasten worden ingezet in plaats van hoekmasten. 
Dit heeft tot gevolg dat de isolatoren schuin hangen vanwege de zijwaartse trekkrachten van de lijnen.
Om aan de buitenbocht een veilige afstand tussen geleider en mast te garanderen kan daar het ophangpunt zich op grotere afstand van de mast bevinden.
Ook kunnen twee isolatoren in V-vorm worden gebruikt zodat geen zijwaartse beweging mogelijk is.
Het eerste komt in Nederland niet voor, de versie met V-vorm wel, maar niet vaak: er zijn gevallen waarin een steunmast is aangepast door isolatorkettingen V-vorm aan te brengen (bijvoorbeeld vanwege een tracéwijziging waardoor de lijn niet meer helemaal rechtdoor loopt).
In Duitsland zijn Winkeltragmasten vrij zeldzaam. 
In andere landen, met name in Zweden en Frankrijk, wordt op grote schaal gebruik gemaakt van hoekdraagmasten om de richting van hoogspanningslijnen te veranderen.
Ook in Italië, de Verenigde Staten en Noorwegen komen ze voor.

## Foto's

Steunmasten
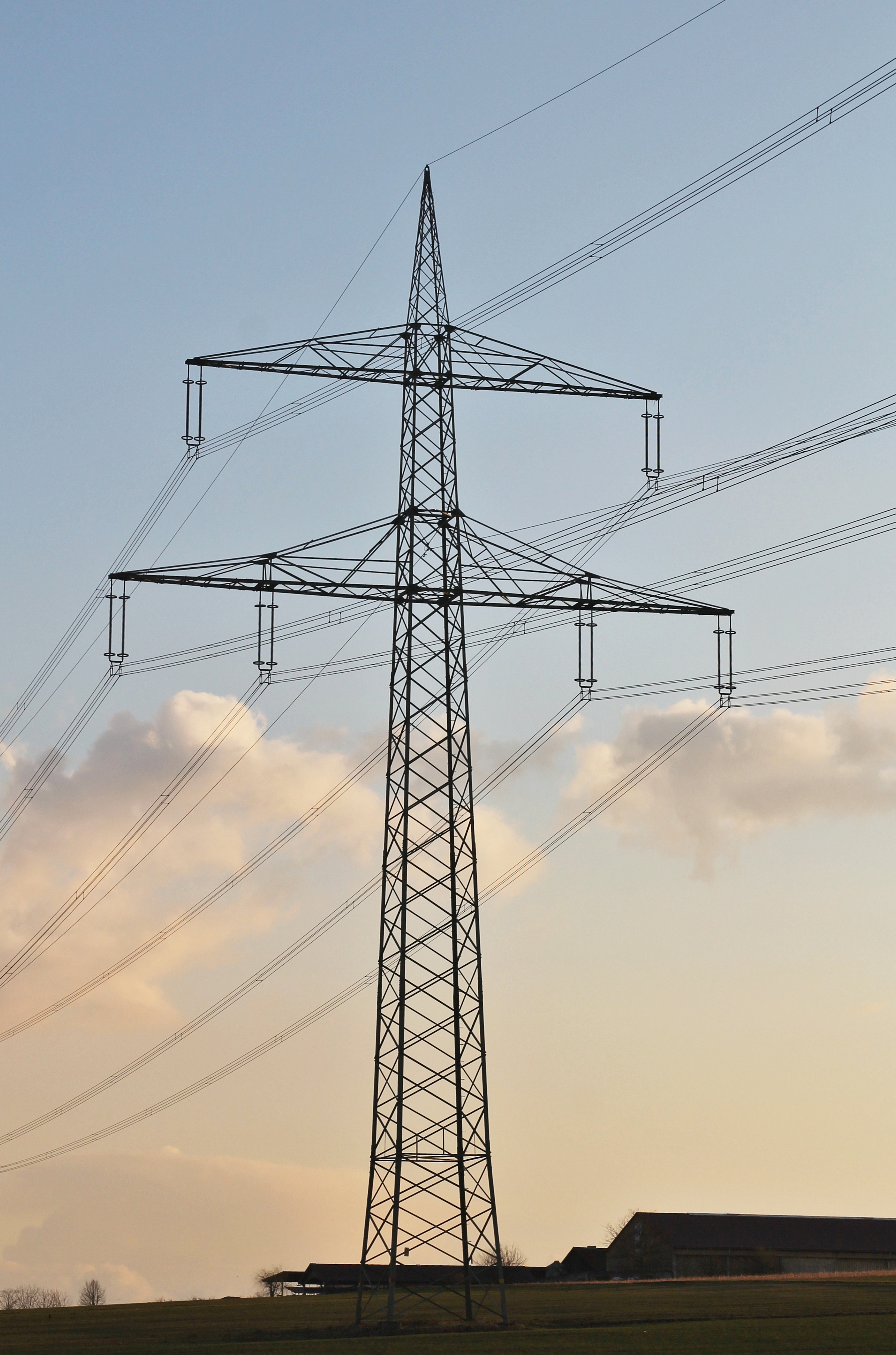
Draagmast in delta-uitvoering
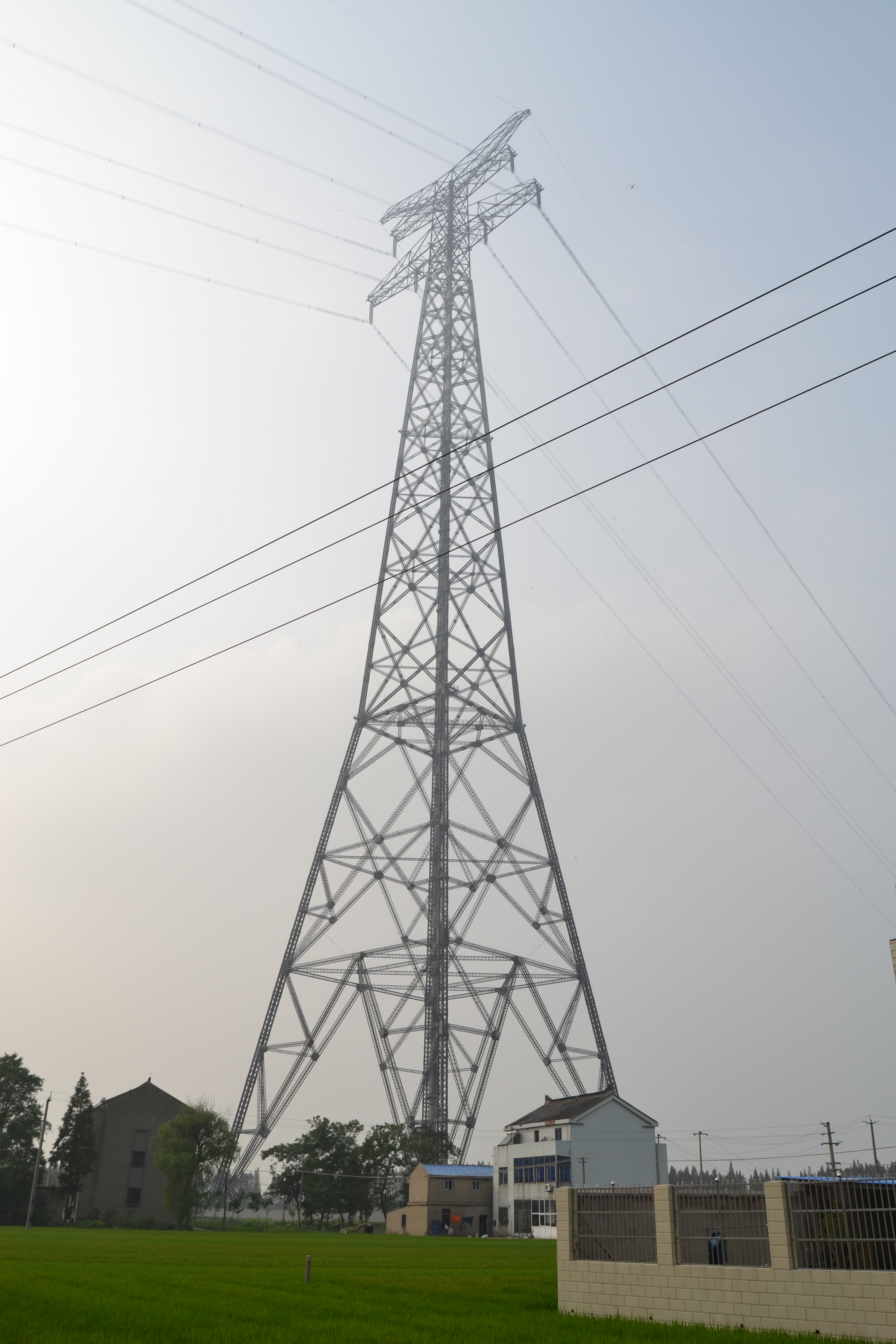
Een van de hoogste draagmasten ter wereld, in China, is 346,5 meter hoog. De lijn gaat over de rivier de Yangtze.
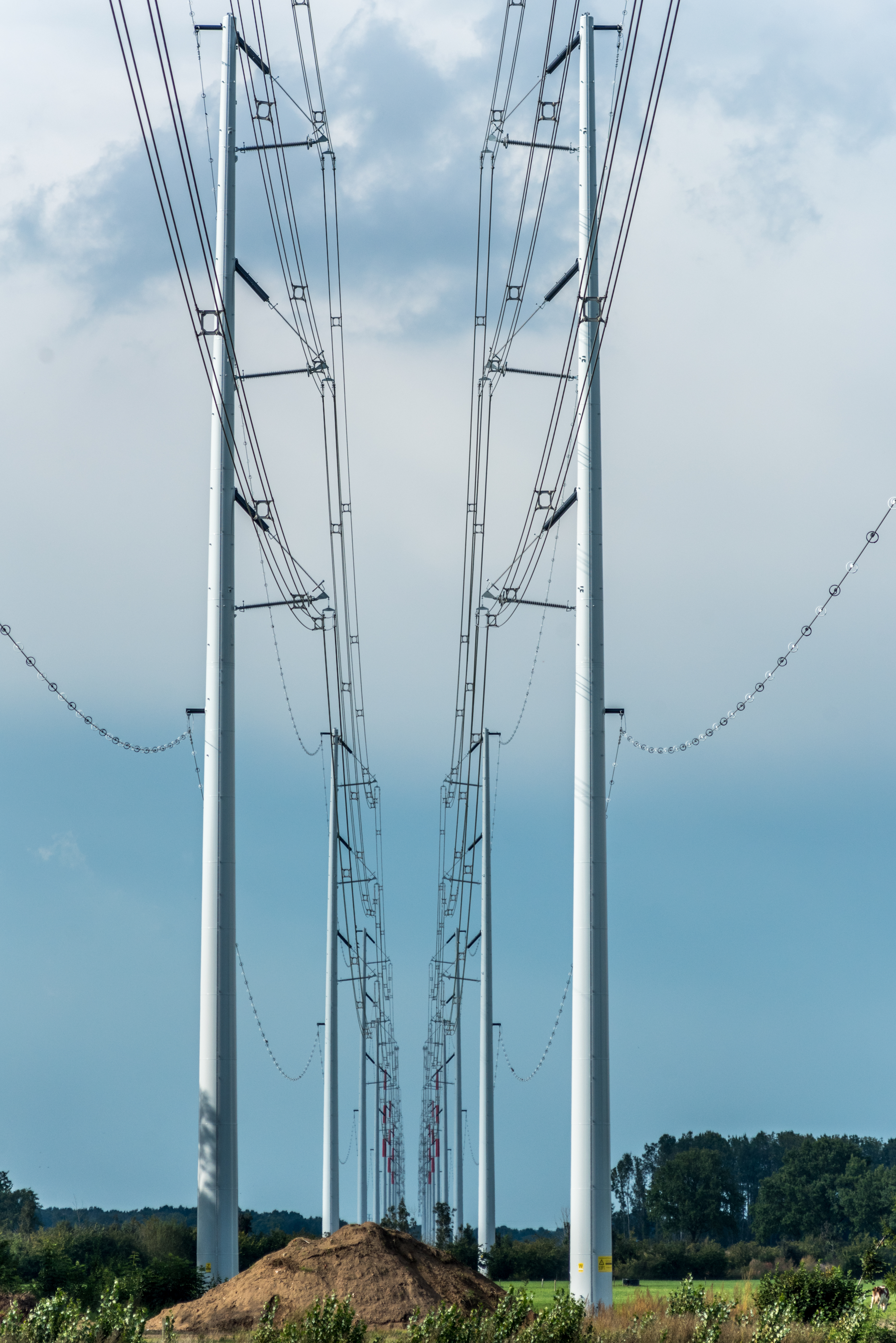
Een rij steunmasten van het model Wintrack. 380kV, Oude IJsselstreek, Nederland
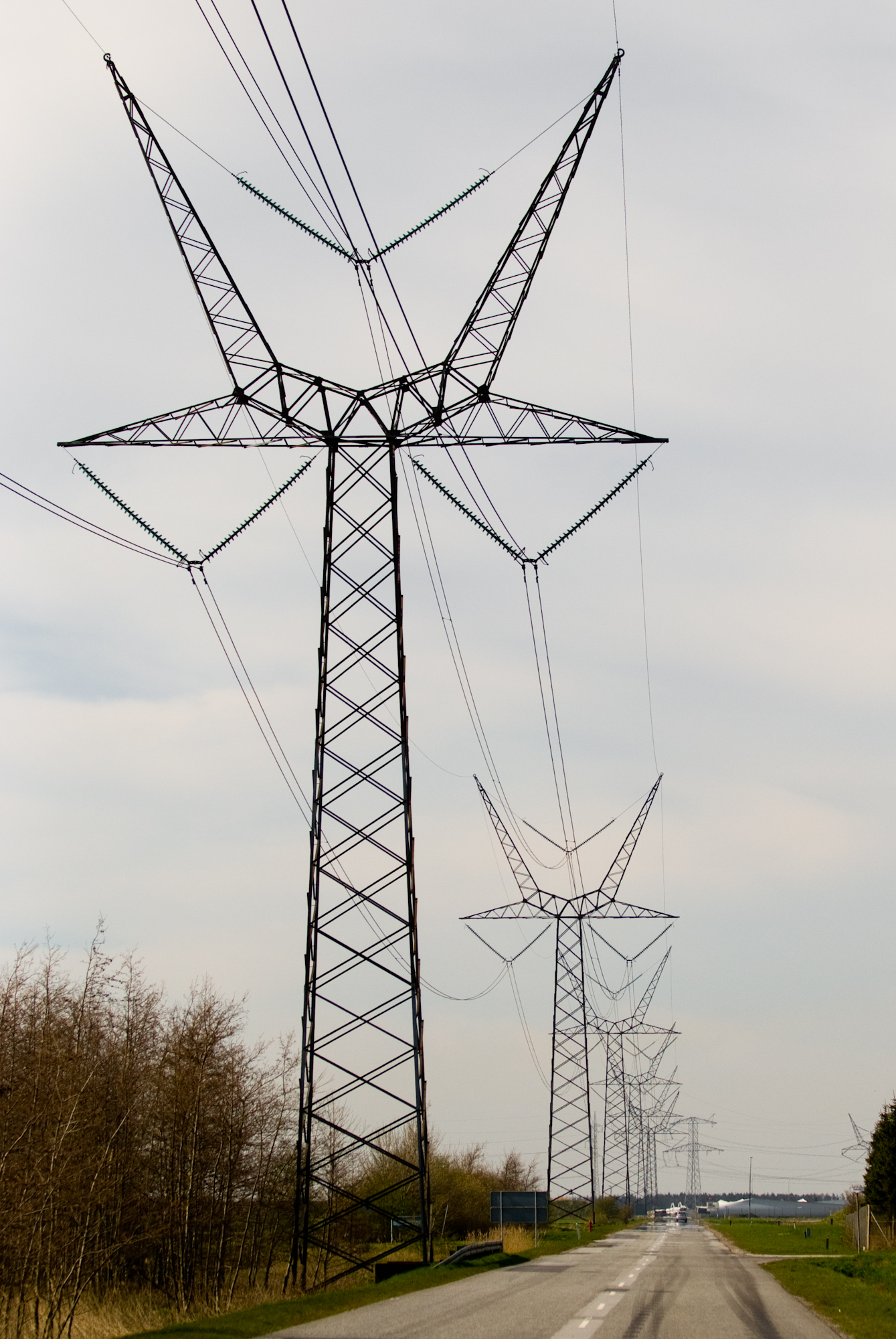
Isolatorkettingen in V-vorm tegen zijwaartse beweging
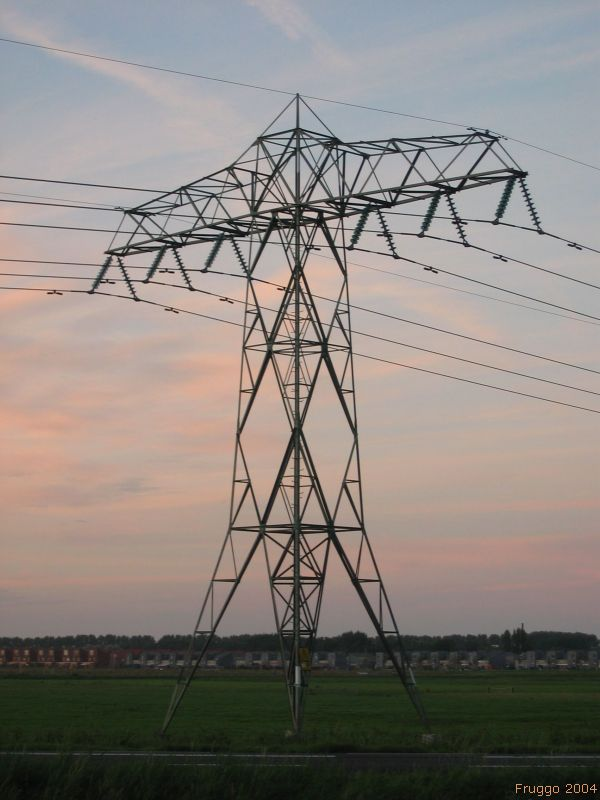
Isolatorkettingen in omgekeerde V-vorm tegen beweging in langsrichting
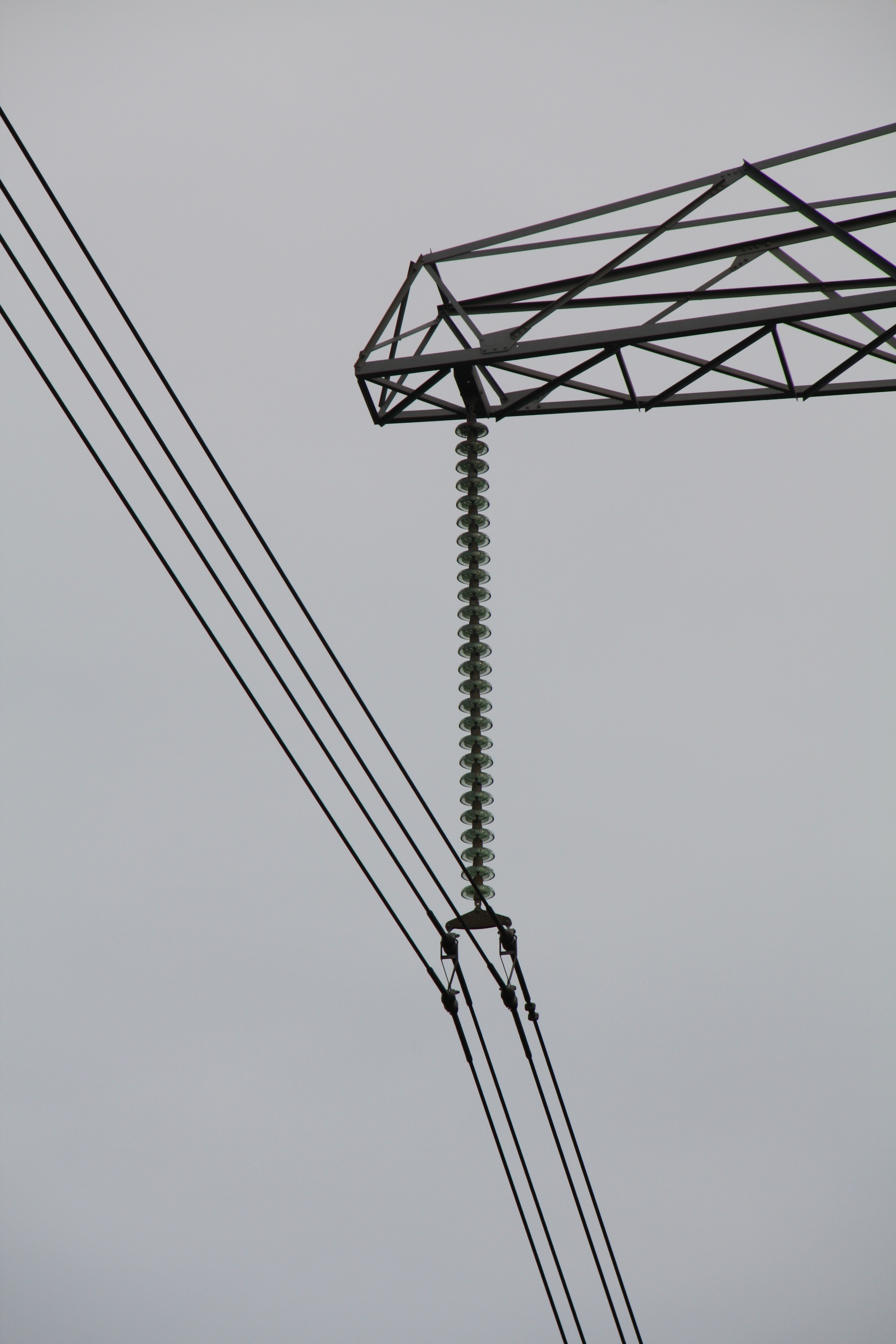
Deze isolatorketting hangt recht omlaag
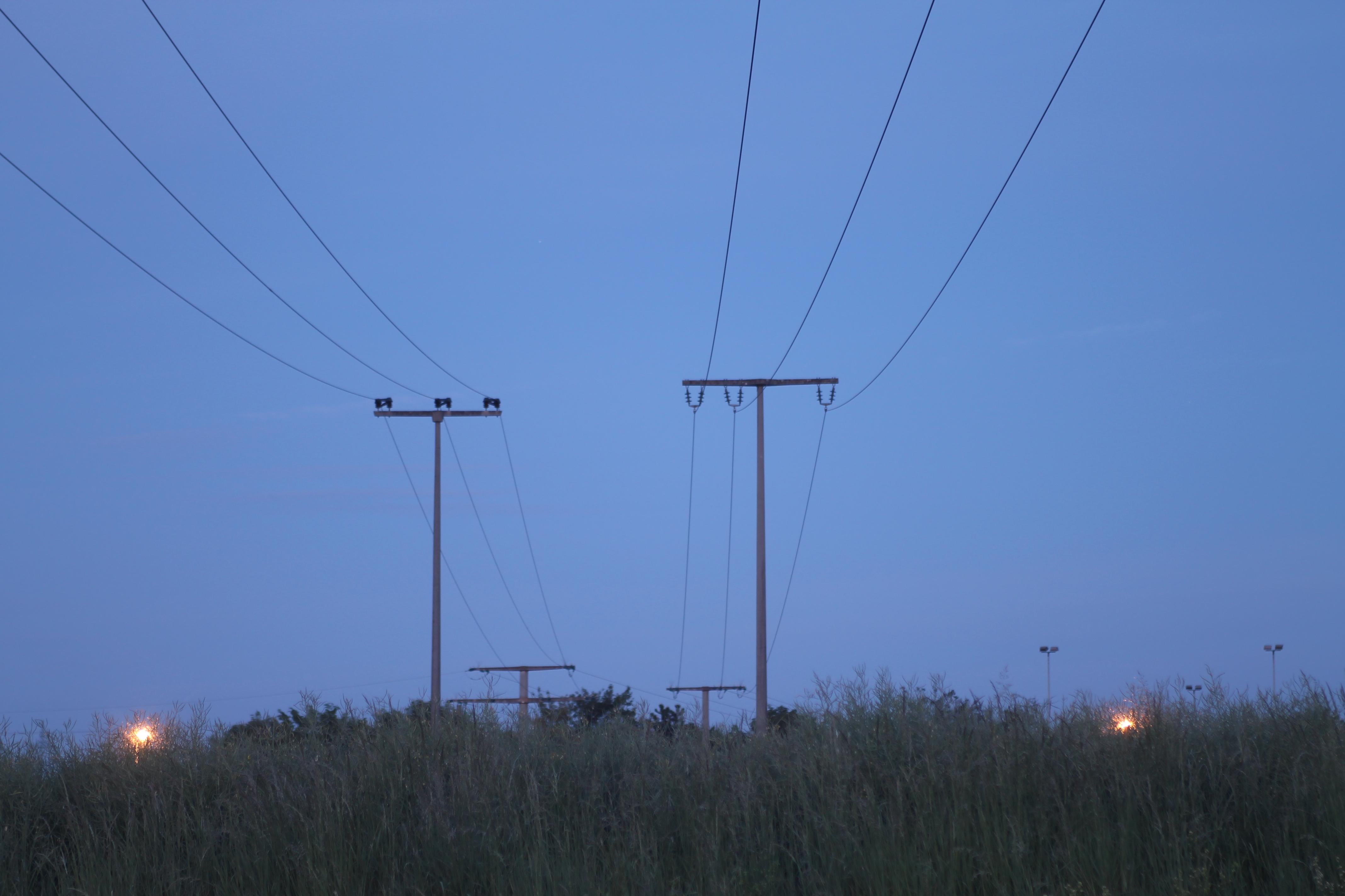
Staande en hangende isolatoren
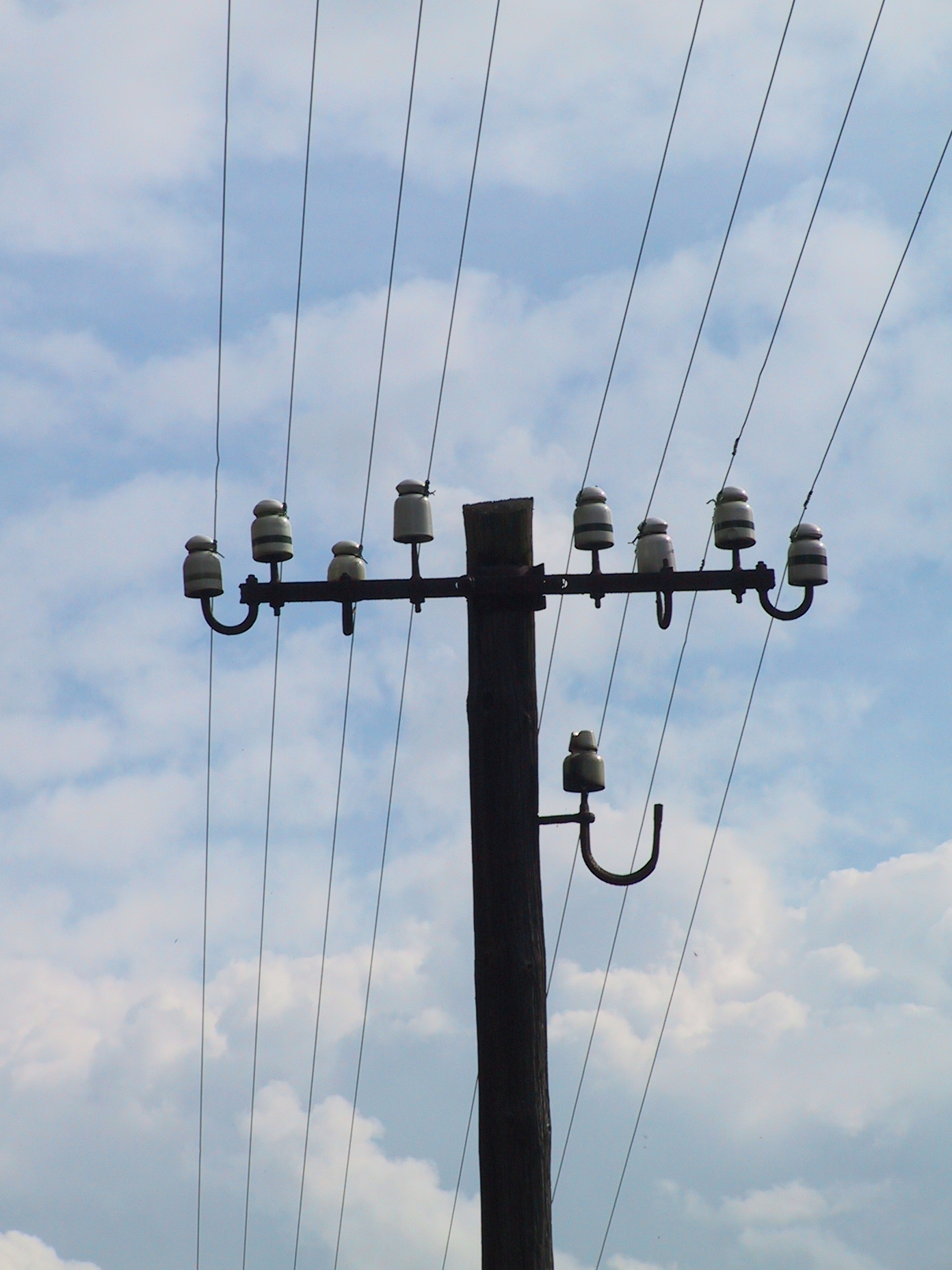
Een houten steunmast, met isolatoren op de mast, niet eronder

Steunmasten met hoekfunctie
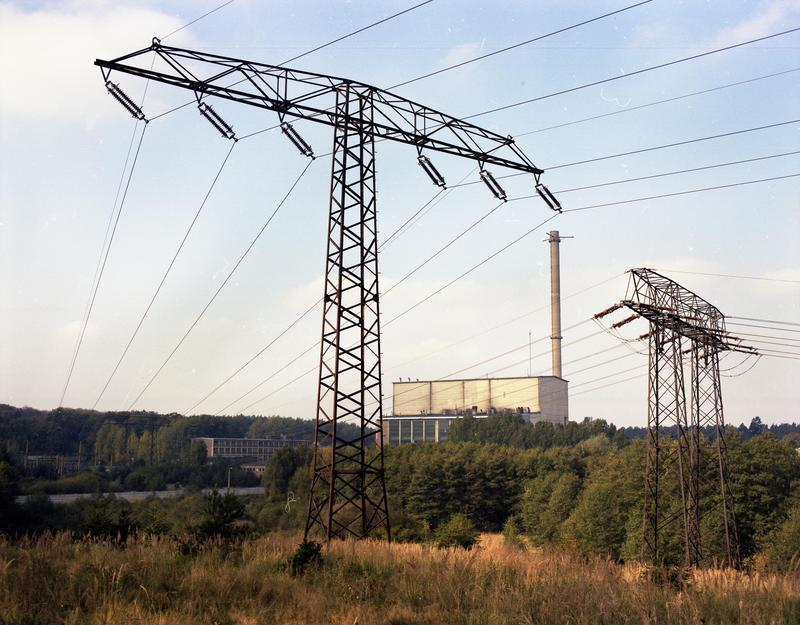
Hoekdraagmast bij de kerncentrale Rheinsberg. Rechts staat een "echte" hoekmast.
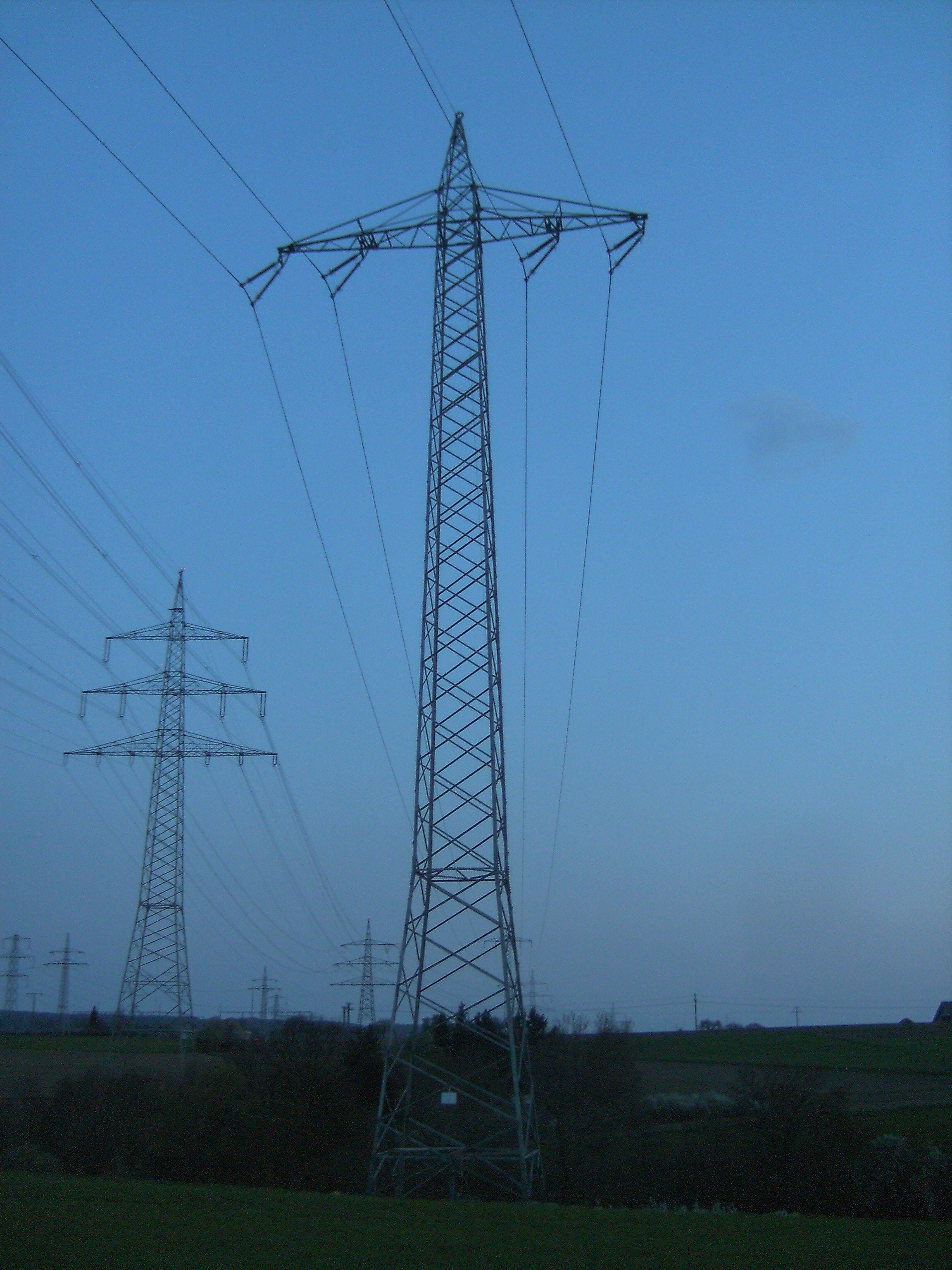
Hoekdraagmast met sterk scheefgetrokken isolatoren.
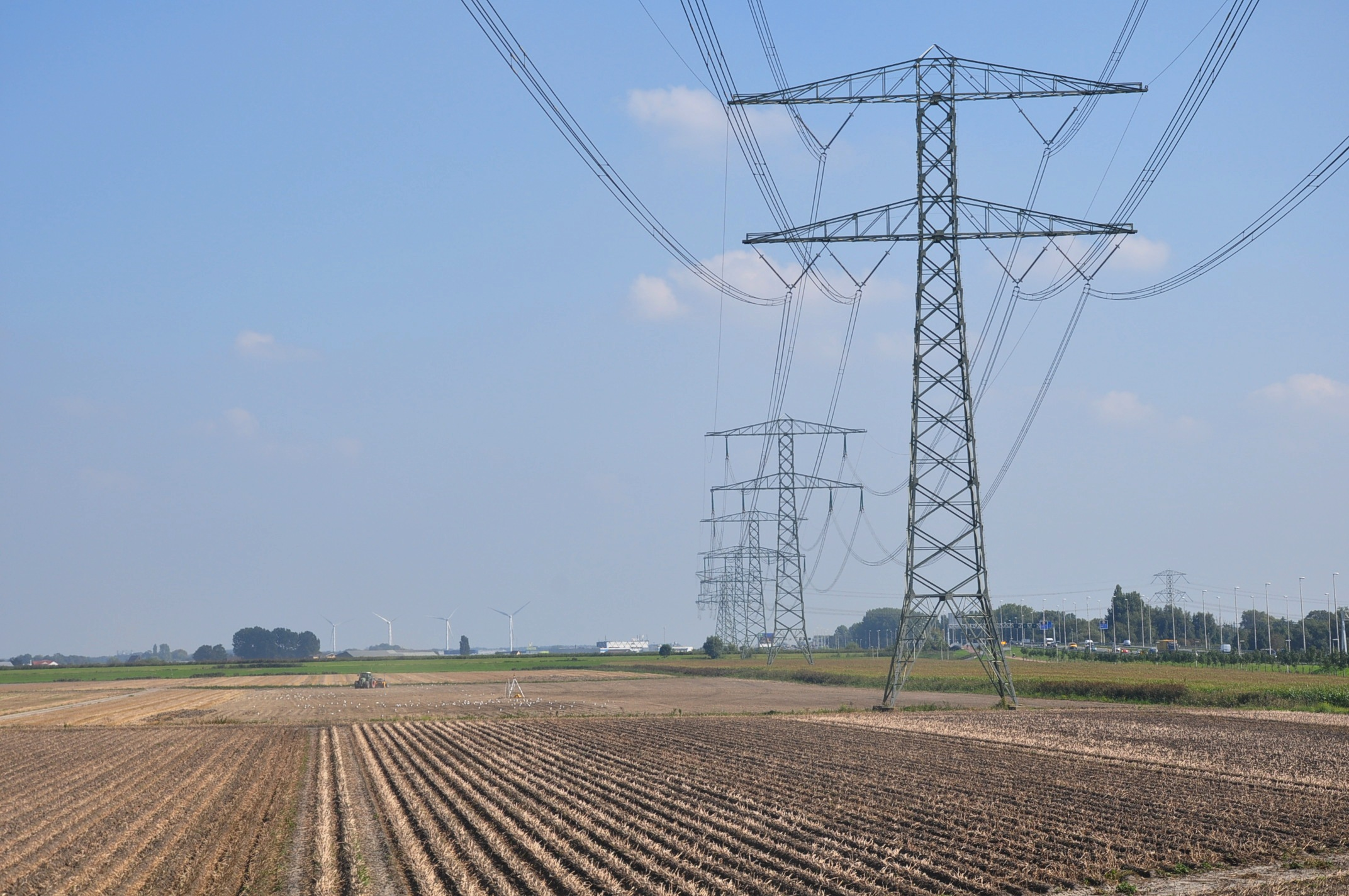
Donaumast met achteraf toegevoegde V-ophanging, omdat het traject sinds 2010 een kleine hoek maakt.

Draadslachtoffers - Driefasespanning - Dwarsregeltransformator - Elektriciteitscentrale - Hoogspanningsleiding - Hoogspanningsnet - Kortsluitingen in hoog- en laagspanningsnetten - Netbeheerder - Onderstation - Scheidingsschakelaar - Vermogenschakelaar - Vermogenstransformatorwikkeling - Vermogenstransformator